# 보안중학교
보안중학교(保安中學校)는 대한민국 전북특별자치도 부안군 보안면 영전리에 있는 공립 중학교이다.

## 학교 연혁
- 1971년 1월 16일 : 보안중학교 설립인가(9학급)
- 1971년 3월 5일 : 개교 및 입학식(남 136명, 여 86명 계 222명)
- 1994년 12월 31일 : 다목적 교실 준공
- 2007년 : 전라북도교육청 지정 학교체육 연구학교 운영 (~2009)
- 2023년 9월 1일 : 제20대 김영숙 교장 부임
- 2024년 2월 8일 : 제51회 졸업식(누계 5,205명)
- 2024년 3월 4일 : 제54회 입학식

## 참고 자료
- 보안중학교 - 한국교육학술정보원 학교알리미